# NGC 1381
NGC 1381 је лентикуларна галаксија у сазвежђу Пећ која се налази на NGC листи објеката дубоког неба.
Деклинација објекта је - 35° 17' 43" а ректасцензија 3h 36m 31,8s. Привидна величина (магнитуда) објекта NGC 1381 износи 11,5 а фотографска магнитуда 12,5. Налази се на удаљености од 17,200 милиона парсека од Сунца. NGC 1381 је још познат и под ознакама ESO 358-29, MCG -6-9-3, FCC 170, PGC 13321.